# ジョン・ケンプ・スターレー
ジョン・ケンプ・スターレー（John Kemp Starley、1854年 - 1901年10月29日）は、現代自転車の発明者であり、英国自動車ブランド『ローバー』の始祖。

## ジェームズ・スターレーとの創業
エセックス州ワルサムストウで生まれ、1872年、コヴェントリーの叔父の下で働きはじめる。叔父は発明家でオーディナリー型自転車の発明者でもあるジェームズ・スターレー。ジョンはアビゲイル・スタサムと1876年に結婚。ジョン・ケンプ・スターレーはローバー安全型自転車を作り、多くの人から現代自転車の発明者とされている。さらにジョンは英国自動車のブランドローバーの始祖でもある。
ジョンの叔父はジェームス・スターレー。1876年に三輪車の英国特許を取得し、大量生産をはじめていた。当初15ポンドで販売され、長期に使われた。非常に人気を得たが、もっと多くの人に利用されるようさらに安全性の高く効率的な自転車を追求した。
ジェームズはウィリアム・ヒルマン(のちヒルマン自動車を創業)と組む。ジェームズの甥であるジョンも参加し、共にアリエル自転車を製造。ジョンはここで働いたのち1877年に地元のサイクリング・エンスージアスト（自転車マニア）であるウィリアム・サットンと事業に乗り出して、『スターレー・アンド・サットン社(英: Starley & Sutton Co.)』を設立する。

## ローバー安全型自転車

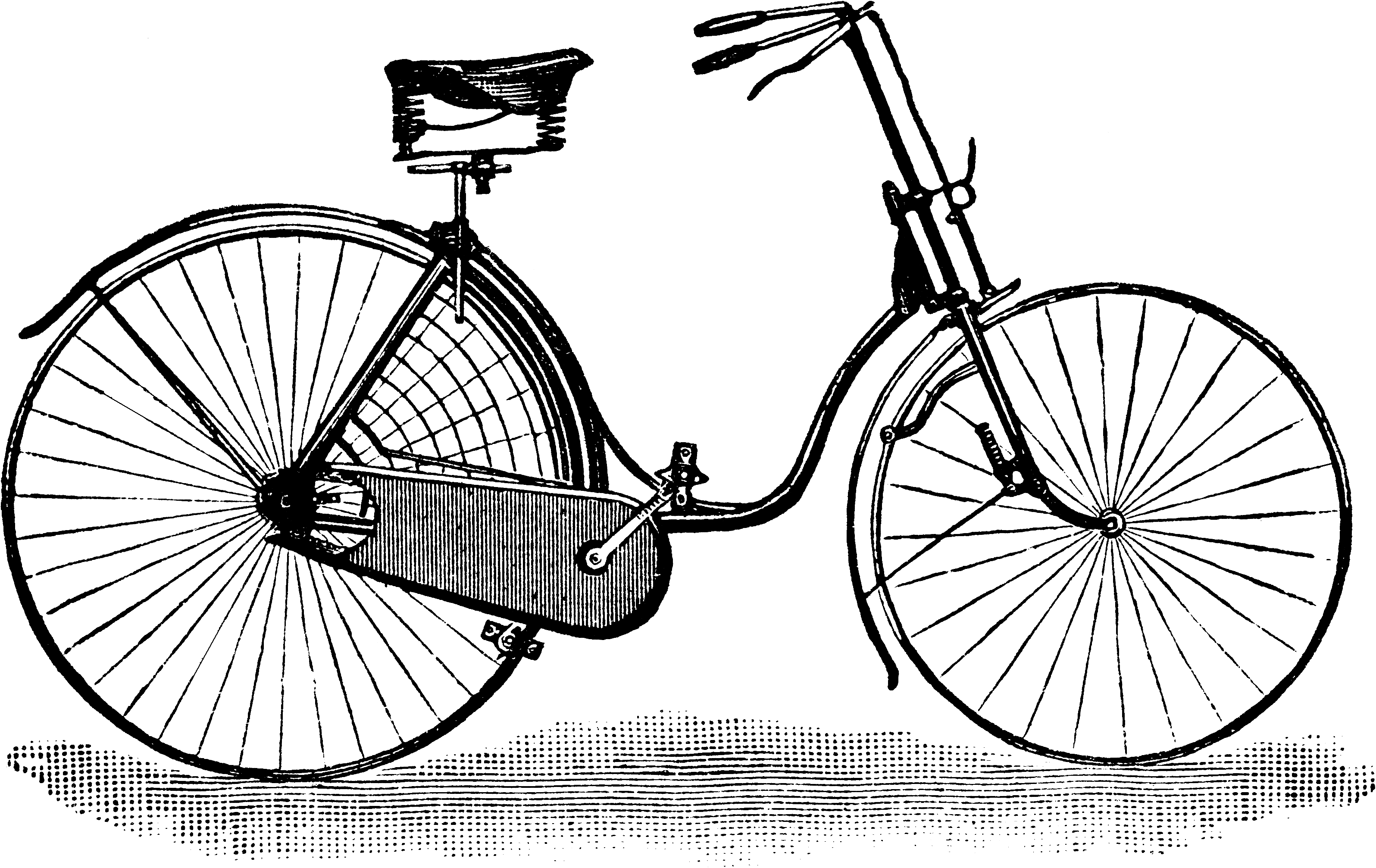
安全型自転車（女性用）

1884年、ハンバー、マッカモン、BSAなどと同時期にチェーンで後輪を駆動しより低く長い格好となった自転車の販売をはじめる。この仕様はのち安全型自転車(safety bicycle)といわれるようになる。ジョンは個々人が自分の意思で移動できる自転車は、国中を自由に移動できる能力をもつと気づき、1884年からこの自転車を製造を開始。1885年に販売開始されたこの自転車は『ローバー安全型自転車(Rover Safety Bicycle)』と名前をつけられて販売。これはすぐに大成功となり、世界中にも輸出された。
ローバー安全自転車は前輪、後輪ともにほぼ同サイズで、乗り手は前後の車輪の間に位置し、真下にあるペダルを漕ぐ、ペダルから伝えられた動力はクランク、チェーンを介して後輪に駆動される。またフロントタイヤをフォークではさみこんだステアリングコラムがフロントハブから斜め後方に伸びる事によってこぎ手の前方にハンドルが届く形になっている。このように低重心で操作性に優れるために誰でも慣れれば乗れて、また前に転倒する危険性もなかった。
ローバー安全型自転車の登場は革新的なものだった。当時の人々の認識では「自転車」と言われると現代の我々とは違いペニー・ファージング型自転車を指していた。この自転車は速度は出るものの、ブレーキがなく、また重心が高いので独特のバランス感覚を要し、道路のわずかな段差にタイヤがつっかかると加速がついたまま前のめりになりやすい危険な乗り物で、ほぼ乗り手はスポーツを愛好する男性のみ、交通移動手段というよりスポーツとしての乗り物の側面が強かった。しかしながら誰でも乗れる安全型自転車の誕生により今までスポーツ機材としての側面が強かった自転車に実用的な面が備わり、後にロードスター型へと発展していく。
その後も安全型自転車の構造は多くのメーカーにより採用され、多様なフレームを生み出した。その数々の模索の中で生き残ったのがダイアモンドフレームで、現在の自転車のフレームの原点となっている。無論ダイアモンドフレームよりもよい形を模索したメーカーもあった。そのひとつにクロスフレームを採用したラッジがあり、当時高評を博していたが、ダイヤモンドフレーム程頑丈ではなかった。ダイヤモンドフレームは女性に人気があったこともその成功の大きな要因だった。
スターレーとサットンの発明はこれだけに留まらず、数々の模索を試みる。その中で三輪自転車など大成功したものもあったが、バッテリーで動く自転車など、バッテリーの容量が追い付かず思うようにいかなかった試作品もあった。
『ローバー』という名前が広く知れわたったので、会社名をローバー・サイクル・カンパニー・リミテッド(The Rover Cycle Company Limited)と変更。『ローバー・セーフティ('Rover Safety')』は後輪を駆動した自転車の中で最も売れた最初の自転車となった。
ジョン・スターレーは1901年に46歳で突然亡くなる。後任として社長に就いたハリー・スミス(Harry Smyth)がモーターサイクル製造業に参入し、1902年にはインペリアル・ローバーを製造販売。さらに、1904年には自動車製造業に参入。ここにローバー自動車が誕生することとなる。

## 関連
- アリエル
- ジェームズ・スターレー
- ローバー